# Bom Lugar
Bom Lugar là một đô thị thuộc bang Maranhão, Brasil. Đô thị này có diện tích 446,444 km², dân số năm 2007 là 12857 người, mật độ 28,8 người/km².